# Corinnomma albobarbatum
Corinnomma albobarbatum là một loài nhện trong họ Corinnidae.
Loài này thuộc chi Corinnomma. Corinnomma albobarbatum được Eugène Simon miêu tả năm 1897.